# Lavancia-Épercy
Lavancia-Épercy település Franciaországban, Jura megyében. Lakosainak száma 618 fő (2022. január 1.). Lavancia-Épercy Dortan, Chancia, Jeurre, Montcusel, Vaux-lès-Saint-Claude és Viry községekkel határos.

## Népesség
A település népességének változása:
| Lakosok száma | 268  | 427  | 580  | 645  | 660  | 665  | 646  | 629  | 621  | 618  |
|               | 1968 | 1982 | 1990 | 2006 | 2013 | 2015 | 2017 | 2019 | 2020 | 2022 |